# Nigel Dodds
Nigel Alexander Dodds, född 20 augusti 1958 i Londonderry i Nordirland, är en nordirländsk politiker (Democratic Unionist Party). Han har varit ledare för partiet i brittiska underhuset samt är partisekreterare sedan 1993. Dodds var ledamot av underhuset för Belfast North mellan 2001 och 2019.
Han var från maj 2007 till juni 2008 handelsminister i Nordirlands självstyrande regering (Northern Ireland Executive). Han har tidigare varit minister för social utveckling (Minister for Social Development).